# NGC 2325
NGC 2325 (другие обозначения — ESO 427-28, MCG -5-17-5, PGC 20047) — эллиптическая галактика (E4) в созвездии Большой Пёс.
Этот объект входит в число перечисленных в оригинальной редакции «Нового общего каталога».
В галактике вспыхнула сверхновая SN 2010ih типа Ia, её пиковая видимая звездная величина составила 13,3.